# The Turret
The Turret (englisch für Der Mauerturm, in Argentinien gleichbedeutend Promontorio Almena für Zinnenlandspitze) ist eine felsige und bis zu 460 m hohe Landspitze an der Ostküste von Coronation Island im Archipel der Südlichen Orkneyinseln. Sie liegt auf der Südseite der Einfahrt zur Gibbon Bay.
Der britische Walfängerkapitän George Powell (1794–1824) und sein US-amerikanisches Pendant Nathaniel Palmer waren vermutlich im Dezember 1821 die Ersten, welche die Landspitze sichteten. Teilnehmer der britischen Discovery Investigations nahmen 1933 eine Kartierung vor und gaben der Landspitze ihren deskriptiven Namen.